# Consultative Committee for Space Data Systems
Il Consultative Committee for Space Data Systems (CCSDS) è un'organizzazione fondata nel 1982 da un insieme delle principali agenzie spaziali governative per discutere e sviluppare standard per le banche dati e i sistemi di informazione riguardanti lo spazio. Composto da 11 agenzie in qualità di membri ufficiali, 28 agenzie in qualità di membri osservatori e oltre 140 soci industriali, il CCSDS lavora per supportare la collaborazione e l'interoperabilità tra le agenzie partecipanti attraverso la definizione di standard per dati e sistemi.  Secondo il sito web dell'organizzazione, più di 900 missioni spaziali hanno utilizzato gli standard creati dal CCSDS. Le attività del CCSDS sono organizzate intorno a 6 aree tematiche e sono composte da molti gruppi di lavoro all'interno del Collaborative Work Environment (CWE).

## Aree tecniche e standard
Il CCSDS è suddiviso in 6 aree tecniche: 
- Space Internetworking Services (SIS)
- Mission Operations and Information Management Services (MOIMS)
- Spacecraft Onboard Interface Services (SOIS)
- System Engineering Area (SEA)
- Cross Support Services (CSE)
- Space Link Services (SLS)

Il CCSDS ha sviluppato standard sui dati e framework di sistemi informativi che coprono diverse aree, compresa la creazione, la trasmissione, la gestione e la conservazione dei dati, nonché i sistemi che supportano tali dati. Tra questi, vi sono protocolli e note di rete per la comunicazione nello spazio (compresi i contributi per l'Internet interplanetaria e le Space Communications Protocol Specifications), nonché gli standard CCSDS Mission Operations Services, CCSDS File Delivery Protocol (CFDP), Electronic Data Sheets (EDS), Space Link Extension (SLE), XML Telemetric and Command Exchange (XTCE) e i framework Mission Operations Services Concept e Open Archival Information System; quest'ultimo è un modello adottato anche dalle comunità che si occupano di preservazione digitale e data curation.

## Elenco dei membri
Le 11 agenzie spaziali che sono membri ufficiali del CCSDS sono: 
- Agenzia spaziale europea (ESA)
- Agenzia Spaziale Italiana (ASI)
- Canadian Space Agency (CSA)
- Centre national d'études spatiales (CNES)
- China National Space Administration (CNSA)
- Deutsches Zentrum für Luft- und Raumfahrt (DLR)
- Instituto Nacional de Pesquisas Espaciais (INPE)
- Japan Aerospace Exploration Agency (JAXA)
- National Aeronautics and Space Administration (NASA)
- Roscosmos
- UK Space Agency (UKSA)